# Pocillopora inflata
Espèce
Statut CITES
Pocillopora inflata est une espèce de coraux appartenant à la famille des Pocilloporidae.